# Denbigh Flint Complex

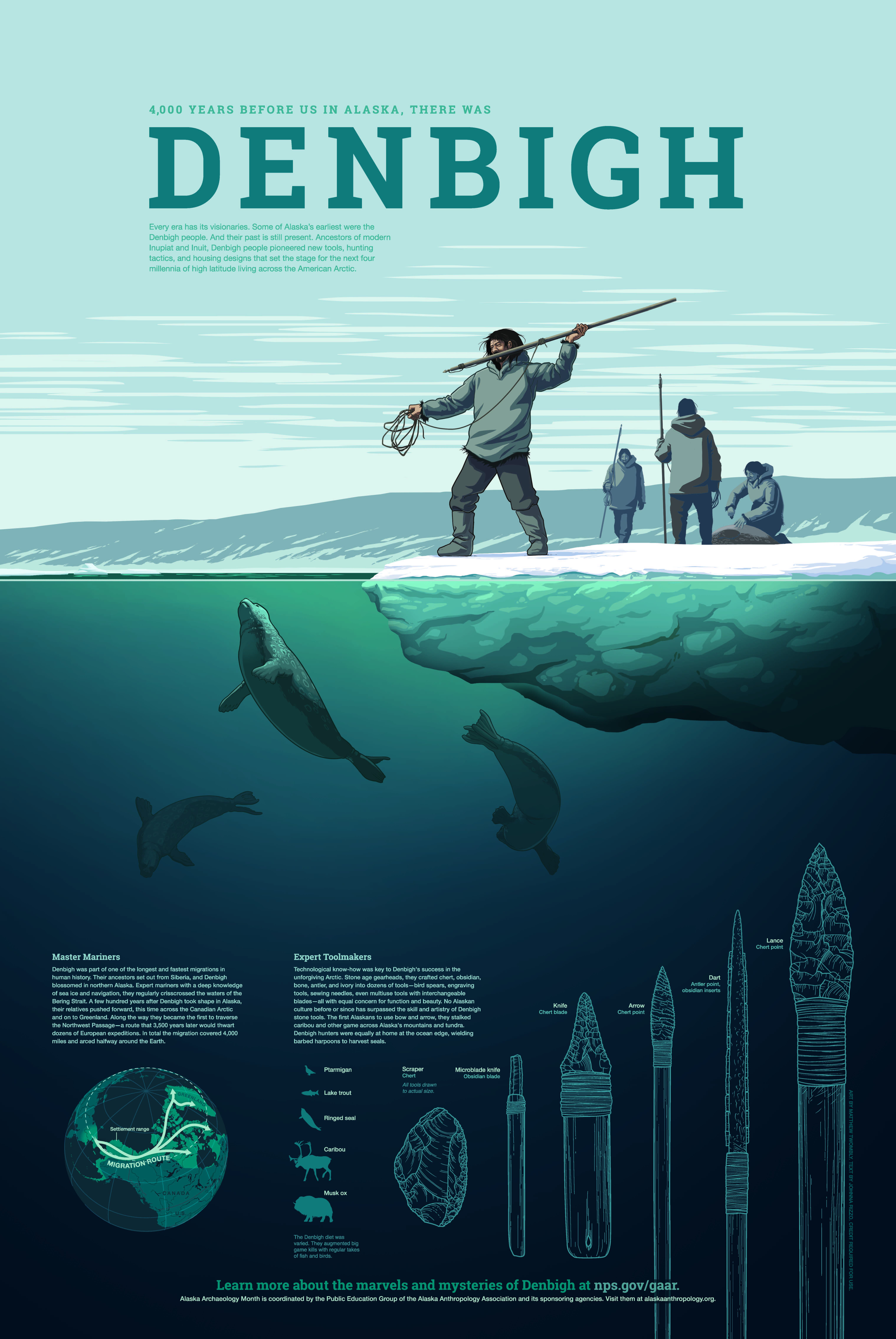
Poster commemorativo del NPS dedicato alla cultura Denbigh

Il Denbigh Flint Complex è una cultura preistorica americana sviluppatasi in Alaska intorno al 2500 a.C. È la più antica rappresentazione della Tradizione Microlitica Artica. La cultura fu scoperta e definita per la prima volta dall'archeologo americano Louis Giddings durante gli scavi effettuati nel 1948 a Iyatayet, nei pressi del Capo Denbigh, nella penisola di Seward in Alaska.
I reperti di Iyatayet consistono principalmente di microlame, piccoli bulini, bifacciali, raschiatoi, coltelli in pietra scheggiata ed altri strumenti.
Oltre a quello di Iyatayet altri siti della cultura Denbigh furono scoperti successivamente nella penisola di Seward, intorno al Kotzebue Sound, nella regione delle Brooks Range, e nell'Artico orientale. Tra i siti più importanti ci somo: le Grotte di Trail Creek, Capo Krusenstern, Punyik Point (lago Etivlik) e Onion Portage. Nel 2007 un ulteriore sito è stato scoperto presso il lago Matcharak nella parte centrale dell Brooks Range nel parco nazionale Gates Of The Arctic. Quest'ultimo sito è particolarmente interessante in quanto in esso sono stati ritrovati strumenti realizzati con materiali organici (ossa, corna, denti), nonché  residui organici di cibo e scarti di lavorazione degli animali cacciati, che le condizioni climatiche del luogo con permafrost superficiale poco profondo permanente, hanno conservato pressoché intatti fino al tempo del ritrovamento. Da questi ritrovamenti gli archeologi pensano di poter ricostruire lo stile di vita e i comportamenti di questi nativi.